# The Hardy Boys/Nancy Drew Mysteries
The Hardy Boys/Nancy Drew Mysteries is een Amerikaanse serie die van 1977 tot 1979 op de Amerikaanse televisie werd uitgezonden.

## Rolverdeling
| Acteur            | Personage     |
| ----------------- | ------------- |
| Shaun Cassidy     | Joe Hardy     |
| Parker Stevenson  | Frank Hardy   |
| William Schallert | Carson Drew   |
| Pamela Sue Martin | Nancy Drew    |
| Ed Gilbert        | Fenton Hardy  |
| Edith Atwater     | Aunt Gertrude |